# MAZ-6501
Der Lastkraftwagen MAZ-6501 (russisch МАЗ-6501, deutsche Transkription eigentlich MAS-6501) ist ein Lkw-Typ des belarussischen Fahrzeugherstellers Minski Awtomobilny Sawod, der seit 2008 in Serie produziert wird. Er basiert technisch auf dem MAZ-6312.

## Beschreibung
Der schwere dreiachsige Lastkraftwagen verfügt über zwei angetriebene Hinterachsen. Im Gegensatz zu vielen dreiachsigen europäischen Fabrikaten ist keine der Hinterachsen gelenkt. Ab Werk wird das Fahrzeug als Kipper mit je nach Modellvariante unterschiedlichen Kippmulden geliefert. Es besteht technisch die Möglichkeit, das Fahrzeug im Verbund mit einem Anhänger als Lastzug mit bis zu 60,5 Tonnen Gesamtgewicht zu betreiben, weshalb es mit bis zu 320 kW stärker als gewöhnlich motorisiert ist. Das Fahrzeug verfügt in allen Varianten über eine für den Nahverkehr eingerichtete Kabine ohne Schlafgelegenheiten.
In unterschiedlichen Modellvarianten werden unterschiedliche Motorisierungen angeboten, wobei das Angebot sowohl Motoren aus russischer als auch westlicher Produktion abdeckt. Gleiches gilt für die Getriebe.

## Modellvarianten

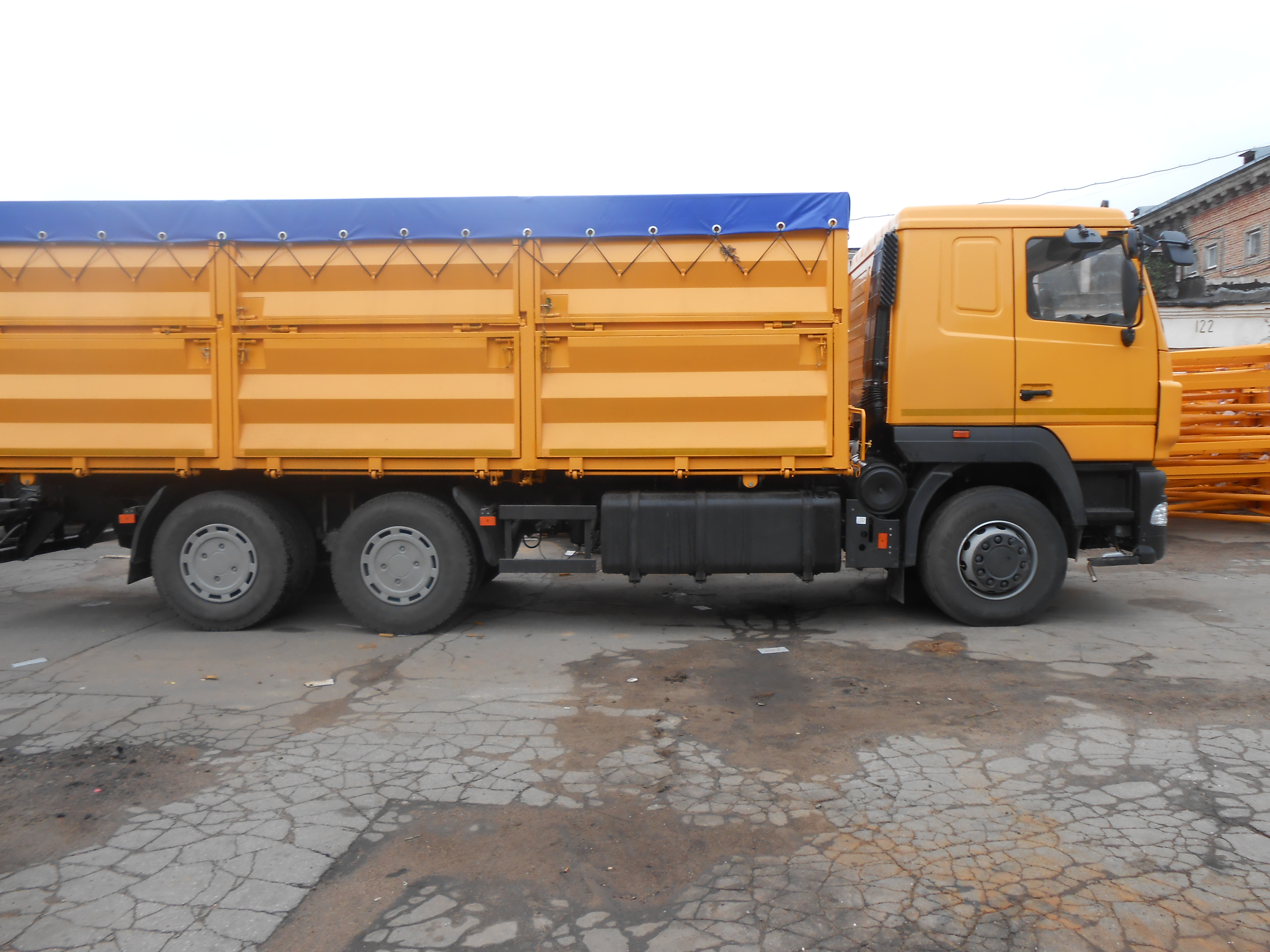
Seitenansicht …

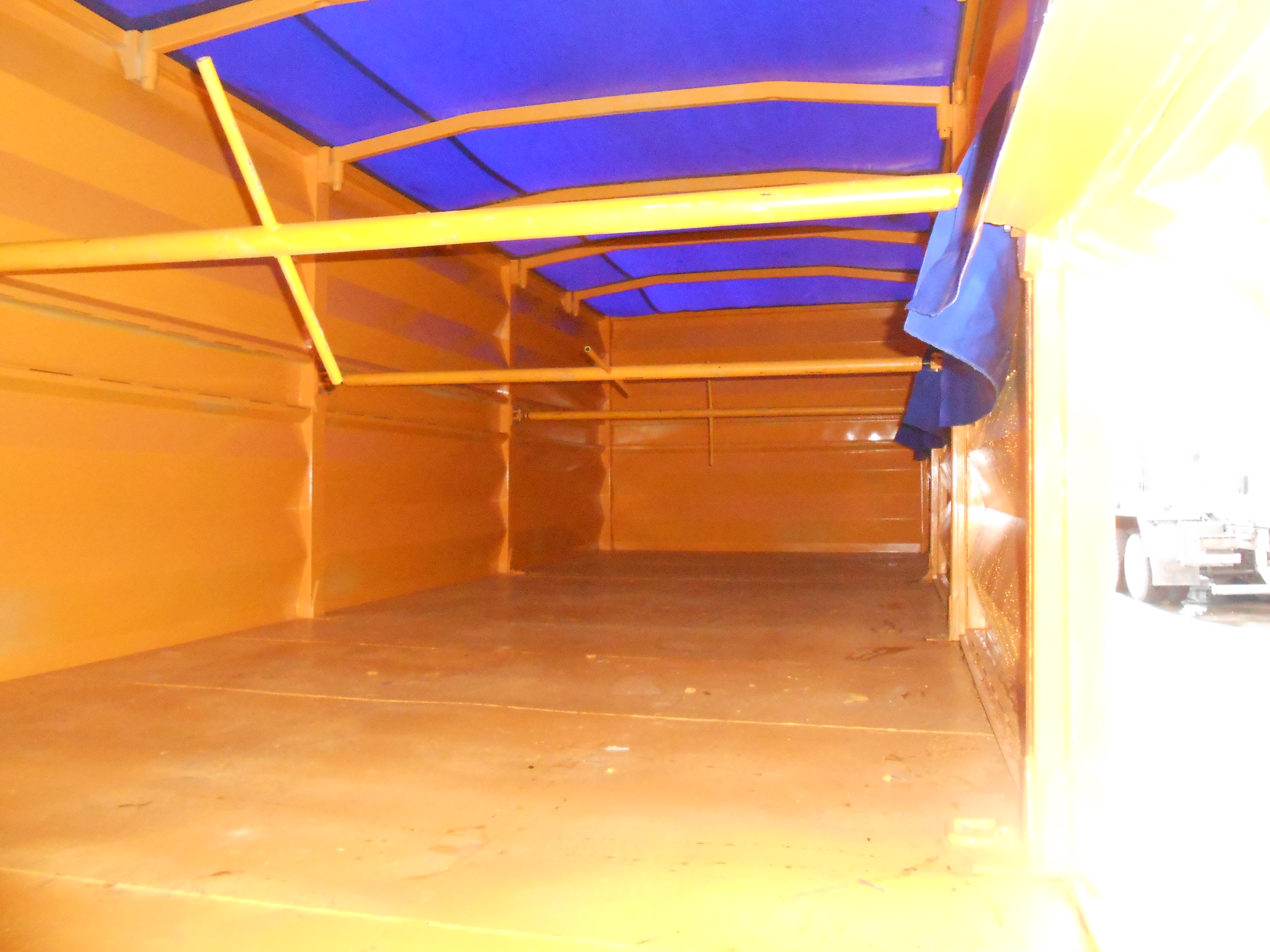
… Innenansicht …

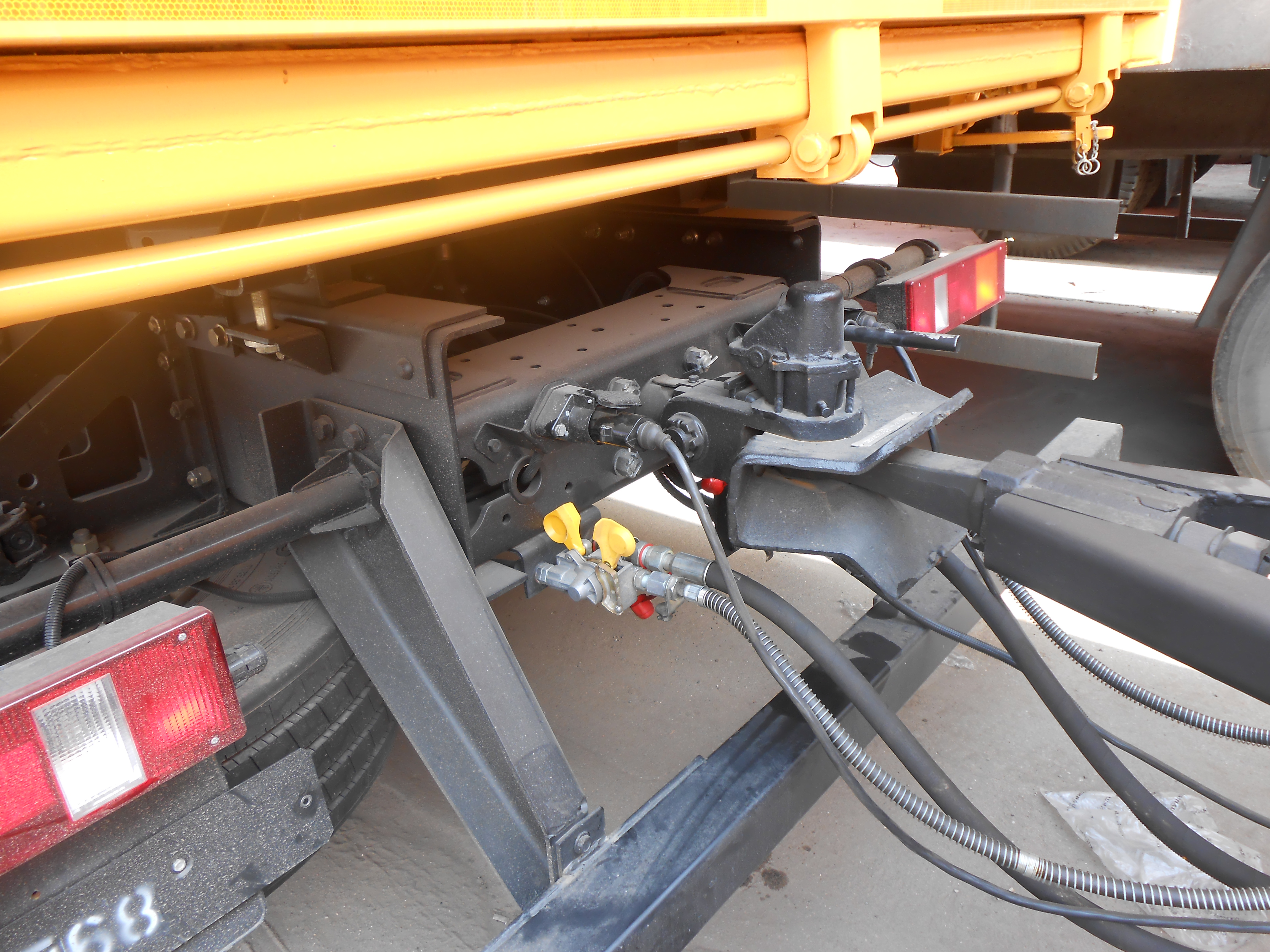
… und Heckansicht des Fahrzeugs

- MAZ-6501A5: Modell mit schwächerem Motor und lediglich 25,5 Tonnen zulässiger Gesamtmasse. Dieses Fahrzeug wurde für leichte Ladungen wie Hackschnitzel oder für die Landwirtschaft konzipiert. Als Heck- und Zweiseitenkipper gefertigt.[1] Mit Stand 2016 nicht mehr vom Hersteller angeboten.
- MAZ-6501A8: Schwerer Dreiseitenkipper mit 33,5 Tonnen zulässiger Gesamtmasse, Dieselmotor aus russischer Fertigung und 294 kW (400 PS). Mit Stand 2016 nicht mehr vom Hersteller angeboten.
- MAZ-6501A9: Schwerer Dreiseitenkipper mit russischem Dieselmotor und Getriebe von ZF, gesteigerte Leistung auf 303 kW (412 PS).[2] Mit Stand 2016 nicht mehr vom Hersteller angeboten.
- MAZ-650119: Schwerer Dreiseitenkipper mit Dieselmotor von Daimler-Benz und ZF-Getriebe, erfüllt EURO-5-Abgasnorm
- MAZ-6501B9: Schwerer Hinterkipper mit Dieselmotor aus russischer Produktion und vergrößertem Ladevolumen
- MAZ-6501E9: Schwerer Dreiseitenkipper mit Dieselmotor von Daimler-Benz und ZF-Getriebe, erfüllt EURO-5-Abgasnorm.[3] Mit Stand 2016 nicht mehr vom Hersteller angeboten.

## Technische Daten
Alle Angaben gelten für das Modell MAZ-6501A8.
- Motor: JaMZ-6581.10-Dieselmotor (erfüllt EURO-4-Abgasnorm)
- Leistung: 294 kW (400 PS)
- Hubraum: 14.860 cm³
- Getriebe (Anzahl der Gänge): JaMZ-239 (9) oder 12JS200TA (12)
- Ladekapazität: 11 bis 13,3 m³, je nach Aufbau
- Zulässiges Gesamtgewicht: 33,5 t
- Zulässiges Gesamtgewicht des Zugs: 60,5 t
- Achslast vorne: 7,5 t
- Achslast hinten: je 13 t
- Nutzlast: 20,1 t
- Aufbau: Dreiseitenkipper
- Tankinhalt: 300 l Dieselkraftstoff
- Verbrauch: zirka 38 l/100 km
- Höchstgeschwindigkeit: 92 km/h